# Eucharitolus pulcher
Eucharitolus pulcher är en skalbaggsart som beskrevs av Bates 1885. Eucharitolus pulcher ingår i släktet Eucharitolus och familjen långhorningar.
Artens utbredningsområde är Panama. Inga underarter finns listade i Catalogue of Life.